# Анна Нтунтунакі
Анна Нтунтунакі (9 вересня 1995) — грецька плавчиня.
Учасниця Олімпійських Ігор 2016 року.
Чемпіонка Європи з водних видів спорту 2020 року.
Призерка Чемпіонату Європи з плавання на короткій воді 2019 року.